# Mattheus Lestevenon

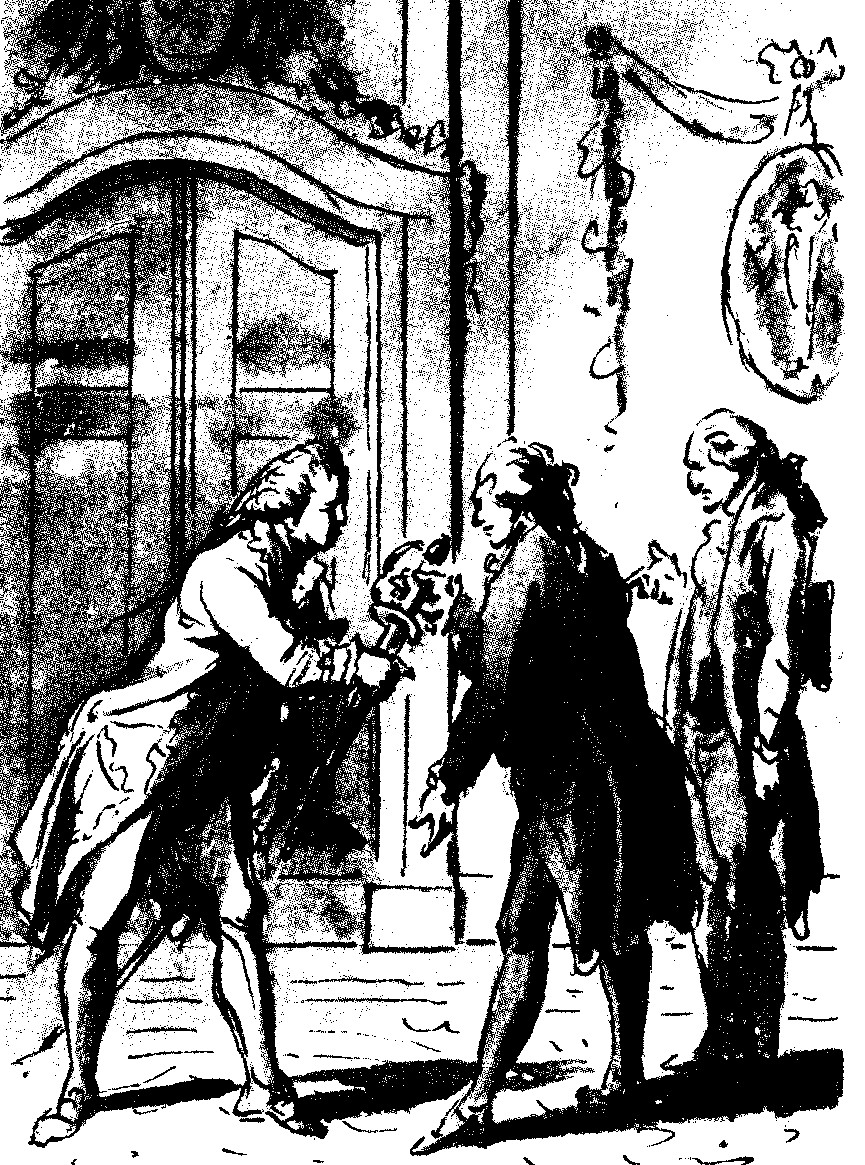
posłowie M. Lestevenon i Gerard Brantsen nadają odznaczenie francuskiemu wiceadmirałowi Pierre André Bailly de Suffrenowi de Saint Tropez (1729-1788)

Mattheus Lestevenon Młodszy, heer van Berkenrode (ur. 1715, zm. 1797), holenderski dyplomata. 
Jego ojciec Mattheus Lestevenon Starszy (1674–1743) był burmistrzem Amsterdamu w latach 1722-1736.
Lestevenon junior był początkowo ławnikiem amsterdamskim. W roku 1748 przeszedł do służb dyplomatycznych. W roku 1749 wielki pensjonariusz Holandii Pieter Steyn wysłał go na placówkę dyplomatyczną jako ambassadeur ordinaris do Paryża w marcu 1750 roku. Funkcję tę sprawował on przez rekordowo długi czas, bo aż do 24 sierpnia 1792. W marcu 1766 poznał go polski poseł Feliks Franciszek Łoyko. W imieniu Holandii Lestevenon podpisał pokój wersalski w 1783 roku. 
Poślubił Marię Wilhelminę van der Duin, z którą miał jednego syna (Willem Anne Lestevenon).
- Inventaris van het archief van Pieter Steyn, 1749-1772
- listy B. Franklina do Lestevenona z lat 1782-1783. franklinpapers.org. [zarchiwizowane z tego adresu (2016-03-06)].
- notka w bazie internetowej Herren van Holland. herenvanholland.nl. [zarchiwizowane z tego adresu (2007-09-28)].